# Ministri delle colonie del Regno d'Italia
I ministri delle colonie del Regno d'Italia si sono avvicendati dal 1912 (istituzione del dicastero) al 1946 (nascita della Repubblica Italiana).
Benché l'Italia avesse perso tutte le sue colonie con il trattato di Parigi (1947), il ministero fu inizialmente mantenuto anche sotto la Repubblica. Fu retto ad interim da dicembre 1945 all'agosto 1953 dal Presidente del Consiglio Alcide De Gasperi e soppresso con la fine del governo De Gasperi VII.
| Ministro                          | Ministro                             | Mandato                              | Governo                                   |
| --------------------------------- | ------------------------------------ | ------------------------------------ | ----------------------------------------- |
| Ministro delle colonie            |                                      |                                      |                                           |
|                                   | Pietro Bertolini                     | 21 novembre 1912 - 21 marzo 1914     | Governo Giolitti IV                       |
|                                   | Ferdinando Martini                   | 21 marzo 1914 - 5 novembre 1914      | Governo Salandra I                        |
| 31 ottobre 1914 - 18 giugno 1916  | Ferdinando Martini                   | Governo Salandra II                  |                                           |
|                                   | Gaspare Colosimo                     | 18 giugno 1916 - 30 ottobre 1917     | Governo Boselli                           |
| 30 ottobre 1917 - 23 giugno 1919  | Gaspare Colosimo                     | Governo Orlando                      |                                           |
|                                   | Luigi Rossi                          | 23 giugno 1919 - 14 marzo 1920       | Governo Nitti I                           |
|                                   | Francesco Saverio Nitti (ad interim) | 14 marzo 1920 - 21 maggio 1920       | Governo Nitti I                           |
|                                   | Bartolomeo Meuccio Ruini             | 21 maggio 1920 - 15 giugno 1920      | Governo Nitti II                          |
|                                   | Luigi Rossi                          | 15 giugno 1920 - 4 luglio 1921       | Governo Giolitti V                        |
|                                   | Giuseppe Girardini                   | 4 luglio 1921 - 26 febbraio 1922     | Governo Bonomi I                          |
|                                   | Giovanni Amendola                    | 26 febbraio 1922 - 1º agosto 1922    | Governo Facta I                           |
| 1º agosto 1922 - 30 ottobre 1922  | Giovanni Amendola                    | Governo Facta II                     |                                           |
|                                   | Luigi Federzoni                      | 30 ottobre 1922 - 3 giugno 1924      | Governo Mussolini                         |
|                                   | Pietro Lanza di Scalea               | 3 giugno 1924 - 6 novembre 1926      | Governo Mussolini                         |
|                                   | Luigi Federzoni                      | 6 novembre 1926 - 18 dicembre 1928   | Governo Mussolini                         |
|                                   | Benito Mussolini (ad interim)        | 18 dicembre 1928 - 12 settembre 1929 | Governo Mussolini                         |
|                                   | Emilio De Bono                       | 12 settembre 1929 – 17 gennaio 1935  | Governo Mussolini                         |
|                                   | Benito Mussolini (ad interim)        | 17 gennaio 1935 – 11 giugno 1936     | Governo Mussolini                         |
|                                   | Alessandro Lessona                   | 11 giugno 1936 - 8 aprile 1937       | Governo Mussolini                         |
| Ministro dell'Africa Italiana     |                                      |                                      |                                           |
|                                   | Alessandro Lessona                   | 8 aprile 1937 - 20 novembre 1937     | Governo Mussolini                         |
|                                   | Benito Mussolini (ad interim)        | 20 novembre 1937 - 31 ottobre 1939   | Governo Mussolini                         |
|                                   | Attilio Teruzzi                      | 31 ottobre 1939 - 25 luglio 1943     | Governo Mussolini                         |
|                                   | Melchiade Gabba                      | 27 luglio 1943 - 11 febbraio 1944    | Governo Badoglio I                        |
|                                   | Pietro Badoglio (ad interim)         | 11 febbraio 1944 - 17 aprile 1944    | Governo Badoglio I                        |
| 22 aprile 1944 - 8 giugno 1944    | Pietro Badoglio (ad interim)         | Governo Badoglio II                  |                                           |
|                                   | Ivanoe Bonomi (ad interim)           | 18 giugno 1944 - 12 dicembre 1944    | Governo Bonomi II                         |
| 12 dicembre 1944 - 21 giugno 1945 | Ivanoe Bonomi (ad interim)           | Governo Bonomi III                   |                                           |
|                                   | Ferruccio Parri (ad interim)         | 21 giugno - 8 dicembre 1945          | Governo Parri                             |
|                                   | Alcide De Gasperi (ad interim)       | 10 dicembre 1945 - 19 aprile 1953    | Governi De Gasperi I,II,III,IV,V,VI e VII |